# Serraca consobrinaria
Serraca consobrinaria là một loài bướm đêm trong họ Geometridae.